# Better the Devil You Know
Better the Devil You Know este o melodie pop-dance, compusă de Stock, Aitken & Waterman pentru cântăreața pop Kylie Minogue, inclusă pe albumul Rhythm of Love. A ajuns în top 5 atât în Australia cât și în Marea Britanie.

## Formate și tracklist
CD single
1. "Better the Devil You Know" – 3:52
2. "Better the Devil You Know" (Mad March Hare Mix) – 7:09
3. "I'm Over Dreaming (Over You)" (7" Mix) – 3:21

7" single
1. "Better the Devil You Know" – 3:52
2. "I'm Over Dreaming (Over You)" (7" Mix) – 3:21

12" single
1. "Better the Devil You Know" (Mad March Hare Mix) – 7:09
2. "I'm Over Dreaming (Over You)" (Extended Mix) – 4:54

iTunes digital EP – Remixes
(Not available at time of original release. Released for the first time as part of iTunes PWL archive release in 2009.)
1. "Better the Devil You Know" (7" Backing Track)
2. "Better the Devil You Know" (7" Instrumental)
3. "Better the Devil You Know" (Alternative Mix)
4. "Better the Devil You Know" (Dave Ford Remix)
5. "Better the Devil You Know" (Movers & Shakers 12" Backing Track)
6. "Better the Devil You Know" (Movers & Shakers 12" Instrumental)
7. "Better the Devil You Know" (Movers & Shakers 12" Mix)
8. "Better the Devil You Know" (Movers & Shakers 7" Backing Track)
9. "Better the Devil You Know" (Movers & Shakers 7" Instrumental)
10. "Better the Devil You Know" (Movers & Shakers 7" Mix)
11. "Better the Devil You Know" (Movers & Shakers Alternative 12" Mix)
12. "Better the Devil You Know" (Movers & Shakers Alternative Backing Track)
13. "Better the Devil You Know" (Movers & Shakers Alternative Instrumental)
14. "Better the Devil You Know" (The Mad March Hare Mix)
15. "Better the Devil You Know" (US Remix)

Alte versiuni oficiale
1. "Better the Devil You Know" (X2008 Tour Studio Version) – 4:19